# Léopold Lafleurance
Léopold Jean-Baptiste Lafleurance (Bordeaux, 17 avril 1865 – Saulx-les-Chartreux, 4 août 1953) est un flûtiste et professeur français.
Lafleurance est entré au Conservatoire de Paris à l'âge de douze ans et reçoit en privé des leçons de Paul Taffanel. Dès l'année suivante, il est dans les rangs en tant que flûtiste, à côté de son oncle, de l'Orchestre de la Société des Concerts et plus tard, dans d'autres orchestres. À partir de 1888, il joue en tant que substitut, et à partir de 1891, comme membre de l'orchestre de l'Opéra de Paris (comme flûtiste piccolo, jusqu'en 1947, âgé de 81 ans, lors de sa prise de retraite). De 1914 à 1919, il occupe le poste de professeur de flûte au Conservatoire de Paris. Parmi ses élèves, citons entre autres, Joseph Rampal et René Le Roy.